# Olmillos de Castro
Olmillos de Castro és un municipi de la província de Zamora, a la comunitat autònoma de Castella i Lleó.

## Localitats annexes
- Marquiz de Alba
- Navianos de Alba
- San Martín de Tábara

## Demografia
| Evolució demogràfica d'Olmillos de Castro | Evolució demogràfica d'Olmillos de Castro | Evolució demogràfica d'Olmillos de Castro | Evolució demogràfica d'Olmillos de Castro | Evolució demogràfica d'Olmillos de Castro | Evolució demogràfica d'Olmillos de Castro | Evolució demogràfica d'Olmillos de Castro | Evolució demogràfica d'Olmillos de Castro | Evolució demogràfica d'Olmillos de Castro | Evolució demogràfica d'Olmillos de Castro | Evolució demogràfica d'Olmillos de Castro | Evolució demogràfica d'Olmillos de Castro | Evolució demogràfica d'Olmillos de Castro | Evolució demogràfica d'Olmillos de Castro | Evolució demogràfica d'Olmillos de Castro | Evolució demogràfica d'Olmillos de Castro | Evolució demogràfica d'Olmillos de Castro | Evolució demogràfica d'Olmillos de Castro | Evolució demogràfica d'Olmillos de Castro | Evolució demogràfica d'Olmillos de Castro |
| 1857                                      | 1877                                      | 1897                                      | 1910                                      | 1920                                      | 1930                                      | 1940                                      | 1950                                      | 1960                                      | 1970                                      | 1981                                      | 1940                                      | 1991                                      | 1996                                      | 2001                                      | 2003                                      | 2005                                      | 2006                                      | 2007                                      |                                           |
| ----------------------------------------- | ----------------------------------------- | ----------------------------------------- | ----------------------------------------- | ----------------------------------------- | ----------------------------------------- | ----------------------------------------- | ----------------------------------------- | ----------------------------------------- | ----------------------------------------- | ----------------------------------------- | ----------------------------------------- | ----------------------------------------- | ----------------------------------------- | ----------------------------------------- | ----------------------------------------- | ----------------------------------------- | ----------------------------------------- | ----------------------------------------- | ----------------------------------------- |
| 802                                       | 751                                       | 822                                       | 859                                       | 1017                                      | 1119                                      | 1159                                      | 1210                                      | 1224                                      | 988                                       | 775                                       | 444                                       | 516                                       | 451                                       | 409                                       | 389                                       | 373                                       | 365                                       | 341                                       |                                           |